# Guillaume Musso
Guillaume Musso (Antibes, 1974. június 6. –) francia író. Művei számos nyelven megjelentek; magyarul is.

## Élete
Tanulóként kezdett írni. 1993-ban több hónapot töltött az Egyesült Államokban, ez meghatározó élmény volt számára. A Nizzai Egyetemen közgazdaság-tudományból szerzett diplomát, majd Montpellier-ben folytatta tanulmányait. 2001-ben jelent meg első regénye, a Skidamarink. Franciaország egyik legsikeresebb kortárs írója. Az Ott leszel? című regényét huszonöt nyelvre fordították le, csupán Franciaországban több mint egymillió példányban kelt el, ahol huszonöt héten át vezette a sikerlistákat, világviszonylatban pedig közel nyolcmilliónál tart.

## Magyarul megjelent művei
- Szerelem életre-halálra (Et après, 2004); ford. Tótfalusi Ágnes; Ulpius-ház, Budapest, 2007
  - (És azután... címen is)

- Ott leszel? (Seras-tu là?, 2006); ford. Domonkos Eszter; Ulpius-ház, Budapest, 2010
- Visszajövök érted (Je reviens te chercher, 2008); ford. Tótfalusi Ágnes; Ulpius-ház, Budapest, 2010
- És azután...; ford. Tótfalusi Ágnes; Ulpius-ház, Budapest, 2010
  - (Szerelem életre-halálra címen is)
- Mi lesz velem nélküled? (Que serais-je sans toi?, 2009); ford. Domonkos Eszter; Ulpius-ház, Budapest, 2012
- Az angyal hív (L'Appel de l'ange, 2011); ford. Detre Zsuzsa; Park, Budapest, 2016
- Holnap (Demain, 2013); ford. V. Detre Zsuzsa; Park, Budapest, 2017
- Central Park (Central Park, 2014); ford. Sárközy Éva; Park, Budapest, 2019
- Az éjszaka és a lányka (La jeune fille et la nuit); ford. Füsi Lídia; Park, Budapest, 2019
- Az írók titkos élete (La vie secrète des écrivains, 2019); ford. Sárközy Éva; Park, Budapest 2020, ISBN 9789633556344
- Egy párizsi apartman (Un appartement à Paris); ford. Sárközy Éva; Park, Budapest, 2020
- Most! (L'instant présent); ford. Sárközy Éva; Park, Budapest, 2021
- Regényélet (La vie est un roman); ford. Füsi Lídia; Park, Budapest, 2021
- A brooklyni lány; ford. Sárközy Éva; Park, Budapest, 2021
- Ott leszel? (Seras-tu là?, 2006); ford. Domonkos Eszter; Park, Budapest, 2022
- A szajnai ismeretlen; ford. Király Katalin; Park, Budapest, 2022
- Mi lesz velem nélküled?; ford. Domonkos; 2. átdolg. kiad.; Park, Budapest, 2023
- Angélique; ford. Molnár Zsófia; Park, Budapest, 2023
- Ments meg!; ford. Gyárfás Vera; Park, Budapest, 2024
- Mert szeretlek; ford. Sárközy Éva; Park, Budapest, 2024
- Valaki más; ford. Gyárfás Vera; Park, Budapest, 2025

## Egyéb megjelent művei
- Skidamarink, 2001
- Sauve moi, 2005
- Parce que je t'aime, 2007
- La Fille de papier, 2010
- 7 ans après, 2013
- La Fille de Brooklyn, 2016